# Onthophagus mendeli
Onthophagus mendeli là một loài bọ cánh cứng trong họ Bọ hung (Scarabaeidae).